# Imperfect (cântec)
Imperfect este un single al formației Carla's Dreams lansat la 6 septembrie 2016. Piesa a fost compusă și produsă de Carla's Dreams.
Clipul a strâns un milion de vizualizări la mai puțin de 24 de ore de la lansare, fiind un nou record pentru trupă. La sfârșitul anului, piesa ocupa al cincelea loc în topul celor mai vizualizate piese românești de pe YouTube. Piesa a reușit în iunie 2017 să adune peste 60 milioane de vizualizări, devenind al doilea videoclip care depășește acest număr după Sub pielea mea, dar și al treilea care are peste 50 milioane vizualizări. Piesa a început să facă parte din coloana sonoră al serialului Sacrificiul, fiind și melodia de generic a serialului.

## Bazele proiectului
Imperfect a fost compus de membrii formației Carla's Dreams, iar de producție s-au ocupat Alex Cotoi și Carla's Dreams.

## Live
Piesa a fost interpretată pentru prima dată la Kiss FM în septembrie 2016. Clipul a strâns peste 500.000 de vizualizări.

## Videoclip
Filmările au avut loc la București în regia lui Roman Burlaca, regizorul care a filmat toate clipurile trupei. Videoclipul a fost încărcat pe canalul de YouTube al trupei. În iulie 2017, clipul avea peste 61 milioane de vizualizări. Clipul prezintă trei povești: cea de dragoste dintre un român și o asiatică, prietenia dintre un tânăr și un bătrân și o poveste neobișnuită dintre o femeie și un taximetrist.

## Performanță în topuri
În categoria pieselor românești a Media Forest România, Imperfect debutează pe poziția a 9-a cu un număr de 100 de difuzări la 2 săptămâni de la lansare. Piesa ajunge pe prima poziție cu un număr de 234 de difuzări și rămâne în frunte timp de 11 săptămâni.
| Grafic (2016)(2017)                 | Poziția |
| ----------------------------------- | ------- |
| Republica Moldova (Airplay Top 100) | 1       |
| România (Romanian Top 100)          | 1       |
| România (Media Forest)              | 1       |
| România (Kiss Top 40/Kiss FM)       | 1       |
| România (Most Wanted/Radio Zu)      | 1       |

## Lansări
| Țara    | Data              | Format           | Casă discuri   |
| ------- | ----------------- | ---------------- | -------------- |
| România | 6 septembrie 2016 | Digital Download | Global Records |